# Middlesborough
Middlesborough é uma cidade localizada no estado americano de Kentucky, no Condado de Bell.

## Demografia
Segundo o censo americano de 2000, a sua população era de 10.384 habitantes.
Em 2006, foi estimada uma população de 10.116, um decréscimo de 268 (-2.6%).

## Geografia
De acordo com o United States Census Bureau tem uma área de
19,8 km², dos quais 19,8 km² cobertos por terra e 0,0 km² cobertos por água.

## Localidades na vizinhança
O diagrama seguinte representa as localidades num raio de 24 km ao redor de Middlesborough.